# 女刑事RIKO 聖母の深き淵
『女刑事RIKO 聖母の深き淵』（おんなけいじリコ マドンナのふかきふち）は、1998年に製作された日本映画。原作は、柴田よしきの小説、RIKO（村上緑子）シリーズの『聖母の深き淵』。井坂聡監督作品。
1998年ゆうばり国際ファンタスティック映画祭にてジャン＝ユーグ・アングラード賞受賞。

## キャスト
- 村上緑子（RIKO）：滝沢涼子
- 安藤明彦：風間トオル
- 陶山麻里：中里博美
- 武蔵野署の女医：原田美枝子
- 鮎川慎二：橋爪浩一
- 高須義久：永澤俊矢
- 麻生龍太郎：中原丈雄
- 山内練：鈴木一真
- 安藤琴美：麻生祐未
- 大杉漣
- 円谷：石田太郎
- 敦彦(緑子の息子)：森孝晃
- 三津田佐智子：海野けい子
- 三津田寿：吉見一豊